# Nu assis (Modigliani, Anvers)
Pour les articles homonymes, voir Nu assis.
Nu assis est une peinture à l'huile sur toile de 114 × 74 cm, réalisée en 1917 par le peintre italien Amedeo Modigliani.
Elle est conservée au Musée royal des Beaux-arts d'Anvers.